# TMJ (企業)
株式会社TMJ（英称：TMJ, Inc）は、東京都新宿区に本社を置く、ベネッセコーポレーションより1992年に分社独立した総合BPOサービス会社である。
2017年にセコムが資本参加し、セコムグループの1社となる。

## 概要
1992年4月、これまで福武書店（ベネッセコーポレーションの前身）が運営していた進研ゼミのコールセンターを分社化し、誕生した。
後にベネッセ以外の企業からの受託が増え、2006年10月からは、TMJが運営していたベネッセグループ向けコールセンター部門を再びベネッセコーポレーション本体の一部門に吸収することになった。
ベネッセグループのノーマライゼーションの考え方を特に考えた会社でもあり、障害者雇用に積極的に取り組んでいる。
総合BPOサービス会社の中では、ベルシステム24・りらいあコミュニケーションズ・トランスコスモス・KDDIエボルバ・NTTソルコについで6位規模。
ベネッセホールディングスと丸紅は、2017年9月1日に両社が保有する全株式を大手警備会社であるセコムへ売却することと、TMJとベネッセコーポレーションとの間で業務提携を締結した事を発表。ベネッセホールディングスと丸紅が保有していたTMJ全株式は、同年10月2日にセコムへ譲渡され、TMJはセコムグループの1社となる。セコムはTMJを完全子会社化したことで、グループビジョンで掲げている「あんしんプラットフォーム」構想の一翼を担う。

## 沿革
- 1975年 - 福武書店（現・ベネッセコーポレーション）内にコールセンター開設。
- 1992年4月 - 福武書店からの分社化され、設立。
- 1993年 - 外部クライアントへの営業を開始。
- 2002年
  - 中国・上海に子会社「益峰客戸関係管理（上海）有限公司」（略称・VCS）を設立。
  - 12月4日 - 北九州センターを開設。
- 2005年3月1日 - 熊本県に自社のコールセンターとして7番目の「熊本センター」を開設。
- 2006年
  - 10月1日 - 自社が運営していたベネッセグループ向けコールセンター部門を、再びベネッセコーポレーション本体の一部門に事業譲渡。
  - 12月 - 北海道に自社のコールセンターとして8番目となる「札幌センター」を開設。
- 2007年
  - 「プライバシーマーク」認定取得。
  - 10月2日 -「コールセンタースタッフ・アルバイトの求人情報サイト・わくわーく」を開設。
- 2008年
  - 6月 - 丸紅グループのcomパートナーズ株式会社のテレマーケティング事業を譲受。
  - 10月 - 札幌市内で2ヶ所目となる「札幌第2センター」を開設。
- 2009年 - 名古屋営業所を開設。
- 2010年11月15日 - 鹿児島市に約2,000㎡規模の「鹿児島センター」を開設。
- 2012年7月1日 - 株式会社テレマーケティングジャパンより現社名に商号変更。
- 2017年10月2日 - ベネッセホールディングスと丸紅が保有していた全株式をセコムへ譲渡。TMJはセコムの完全子会社となる[1][2][3]。
- 2018年10月1日 - セコムスタッフサービス株式会社を吸収合併[4]。
- 2019年 - 福岡第3センター、福岡第4センター、鹿児島事業所、仙台事業所、みなとみらいセンターを設立
- 2020年 - 大阪センター、札幌第5センターを設立

## 事業内容
- BPOに関するアウトソーシングサービス
- コンサルティングサービス
- コンタクトセンター運営
- 人財派遣・人財紹介
- システム導入支援・提供

## 事業拠点
- 本社（東京都新宿区）
- 仙台事業所
- 多摩事業所（東京都多摩市）
- 名古屋事業所
- 関西事業所（大阪市）
- 岡山事業所
- 九州事業所（福岡市）
- 鹿児島事業所
- 札幌第1センター
- 札幌第2センター
- 札幌第3センター
- 札幌第4センター
- 札幌第5センター
- 西新宿センター
- みなとみらいセンター（横浜市）
- 岐阜サテライトオフィス
- 大阪センター
- 岡山センター
- 北九州センター/TMJジョブ・コンシェルジュ・センター
- ウィズユアスタイルふくつ
- 福岡第1センター
- 福岡第2センター/福岡コンタクトデスク
- 福岡第3センター
- 福岡第4センター
- 熊本センター
- 鹿児島センター